# Bonne pratique
L'expression « bonnes pratiques » désigne, dans un secteur professionnel donné, un ensemble de comportements qui sont consensuellement considérés comme indispensables par la plupart des professionnels du domaine, pour des raisons de qualité, d'hygiène et sécurité, de respect de la législation ou éthiques. Ces comportements se trouvent généralement sous la forme de « guides de bonnes pratiques » (GBP), conçus par les filières ou par les autorités. Ils peuvent se limiter aux obligations légales, ou les dépasser. Comme les chartes, ils ne sont opposables que s'ils ont été rendus publics. Ils sont souvent établis dans le cadre d'une démarche de qualité.
Dans certains cas, le terme de bonne pratique est la dénomination d'un instrument de droit souple.
La gestion des bonnes pratiques est une discipline à part entière, qui se trouve à cheval entre la gestion des connaissances et la veille stratégique.

## Liste de bonnes pratiques dans différents domaines
- Bonnes pratiques agricoles (BPA).
- Bonnes pratiques cliniques (BPC, ou Good Clinical Practice, GCP).
- Bonnes pratiques pour les produits de la pêche.
- Bonnes pratiques de documentation (good documentation practice, GDocP).
- Bonnes pratiques de fabrication (BPF, ou good manufacturing practice, GMP).
- Bonnes pratiques en matière de technologie (B.., ou good engineering practice, GEP).
- Bonnes pratiques de laboratoire (BPL, ou good laboratory practice, GLP).
- Bonnes pratiques médicales (BPM, ou good medical practice, GMP).
- Bonnes pratiques biomédicales en établissement de santé (BPB).
- Bonnes pratiques pour le développement durable et Guides de bonnes pratiques pour la mise en œuvre des études de valorisation environnementale par le Ministère français de l'Écologie (3 février 2006).
- Bonnes pratiques d'identification des plantes et des herbes (Exemple).
- Bonnes pratiques pour l'IHM (Interface Homme Machine).
- Bonnes pratiques pour le contenu Web.
- Bonnes pratiques informatiques, associé au label ITIL, CMMI, etc.

On utilise parfois l'abréviation générique BPx, ou en anglais GxP.
« Bonnes pratiques » est l'équivalent de l'expression anglaise good practice, souvent utilisée, à ne pas confondre avec l'expression anglaise best practices qui est employée pour inventorier les méthodes qui se sont montrées les plus efficaces pour atteindre un objectif, telles que des retours d'expériences réussies.